# SABA
SABA (Schwarzwälder-Apparate-Bau-Anstalt) è stata un'azienda tedesca produttrice di elettronica di consumo. Il nome ed il logo Saba sono oggi un marchio utilizzato su licenza da soggetti terzi. 

## Storia
Fu fondata nel 1835 a Triberg im Schwarzwald come Jockele-Uhren, per la fabbricazione di orologi da Joseph Benedikt Schwer, poi acquistata nel 1864 dal figlio e rinominata August Schwer Söhne Metallwaren–Fabrik, e nel 1905 passò in gestione al nipote Hermann Schwer, con la fabbrica che contava 20 dipendenti.
Quest'ultimo proprietario fece cambiare la produzione all'azienda nel 1923, quando si specializzò nella produzione di componenti per apparecchi radio, come ad esempio bobine e condensatori variabili, e mutò pure la ragione sociale in Schwarzwälder-Apparate-Bau-Anstalt, e fu così che nacque il marchio SABA. La produzione di radio fu avviata nel 1927, e in questo settore SABA riuscì a conquistare ampi consensi di mercato, con l'uscita del modello S-35, sviluppato da Eugen Leutholt. Nel 1932 le attività dell'azienda furono spostate a Villingen-Schwenningen.
Con una quota di mercato del 10%, nel 1935 SABA divenne il secondo produttore tedesco di radio dopo Telefunken. Con lo scoppio della Seconda guerra mondiale, l'azienda dovette convertire la produzione da quella delle radio a quelle delle apparecchiature militari, e alla fine del conflitto, lo stabilimento si ritrovò distrutto dai bombardamenti del 19 aprile 1945.
Dal 1946 produssero telefoni per le Poste, come il Tischfernsprecher W46. Negli anni cinquanta venne prodotto il modello Tischfernsprecher W48, per anni il modello di punta delle Deutsche Bundespost.
La produzione di radio riprese nel 1947 e due anni dopo l'azienda si trasformò in una GmbH. Successivamente la produzione fu ampliata ai frigoriferi e ai televisori, dove in quest'ultimo settore, con l'introduzione del sistema PAL per la ricezione delle trasmissioni a colori, SABA fu la prima a produrre televisori a colori, come la serie Schauinsland W II. Notevoli anche le produzioni di impianti stereofonici ad alta fedeltà e di altoparlanti.
Verso la fine degli anni sessanta, SABA effettuò investimenti in diversi progetti: registratori a nastro di veicoli spaziali e studi di registrazione, attrezzature per lo smaltimento dei disturbi del sonno e molto altro ancora. Questi apparecchi costosi, insieme ad altre decisioni sbagliate, portarono in quel periodo l'azienda in difficoltà finanziarie.
Una delle caratteristiche innovative di SABA fu il telecomando senza fili che si adattava ad ultrasuoni alcune funzioni del dispositivo. Altri sviluppi furono il processo di Picture-in-Picture, il servizio e sistema diagnostico per aumentare l'affidabilità dei componenti. Il design del dispositivo vinse numerosi premi. Alcuni modelli usciti nel 1983 avevano la funzione "3D" che permetteva, spostando il segnale del rosso, di simulare la visione tridimensionale con gli allegati occhialini anaglifici.
All'epoca 6.000 erano i lavoratori impiegati da SABA, negli stabilimenti di Villingen, Friedrichshafen, Leutkirch im Allgäu, Tienen (Belgio), e Kölliken e Aarau (Svizzera). Nella fabbrica di Villingen, numerose erano le maestranze straniere, in particolare italiani e iugoslavi. Gli anni settanta videro il declino dell'azienda, che per questo fu costretta ad abbandonare la produzione di Hi-Fi, il cui mercato era ormai dominato dalle aziende giapponesi. 
Nel 1978 SABA comprò la serie 2000 dalla Sanyo. Nel 1981 SABA venne acquistata da Thomson.
Nel 1986 le attività di SABA vennero integrate a quelle di Telefunken ma successivamente furono trasferite in altri paesi dove vi erano stabilimenti del gruppo francese. I nomi delle società proprietarie del marchio si alternarono negli anni: SEWEK, DEWEK, EWD, TTG, DTB e ultima la TTE.
Nel 1988 muore il direttore di stabilimento SABA-Werke, Hermann Brunner-Schwer, e nel 2004, Hans Georg Brunner-Schwer, capo della MPS-Records.

## Il marchio Saba
Nel 2004 SABA diventa un marchio della TTE Germany GmbH, una joint-venture tra Thomson e l'azienda cinese TCL, ma nel 2007 questa fallisce e SABA cessa di esistere. Lo stabilimento di Villingen-Schwenningen viene chiuso nel 2008.
Nel 2009 il marchio SABA è tornato però sul mercato con i televisori LCD e LED prodotti in Turchia, importati e commercializzati da un'azienda padovana. Nel 2016, l'accordo per la distribuzione dei prodotti SABA per l'Italia passa di mano alla società Twenty S.p.A. (poi divenuta Sèleco S.p.A.) e, attualmente, è affidato a Reco Spa con sede a Montano Lucino (CO). I televisori sono ora prodotti da ChangHong.

## Galleria d'immagini

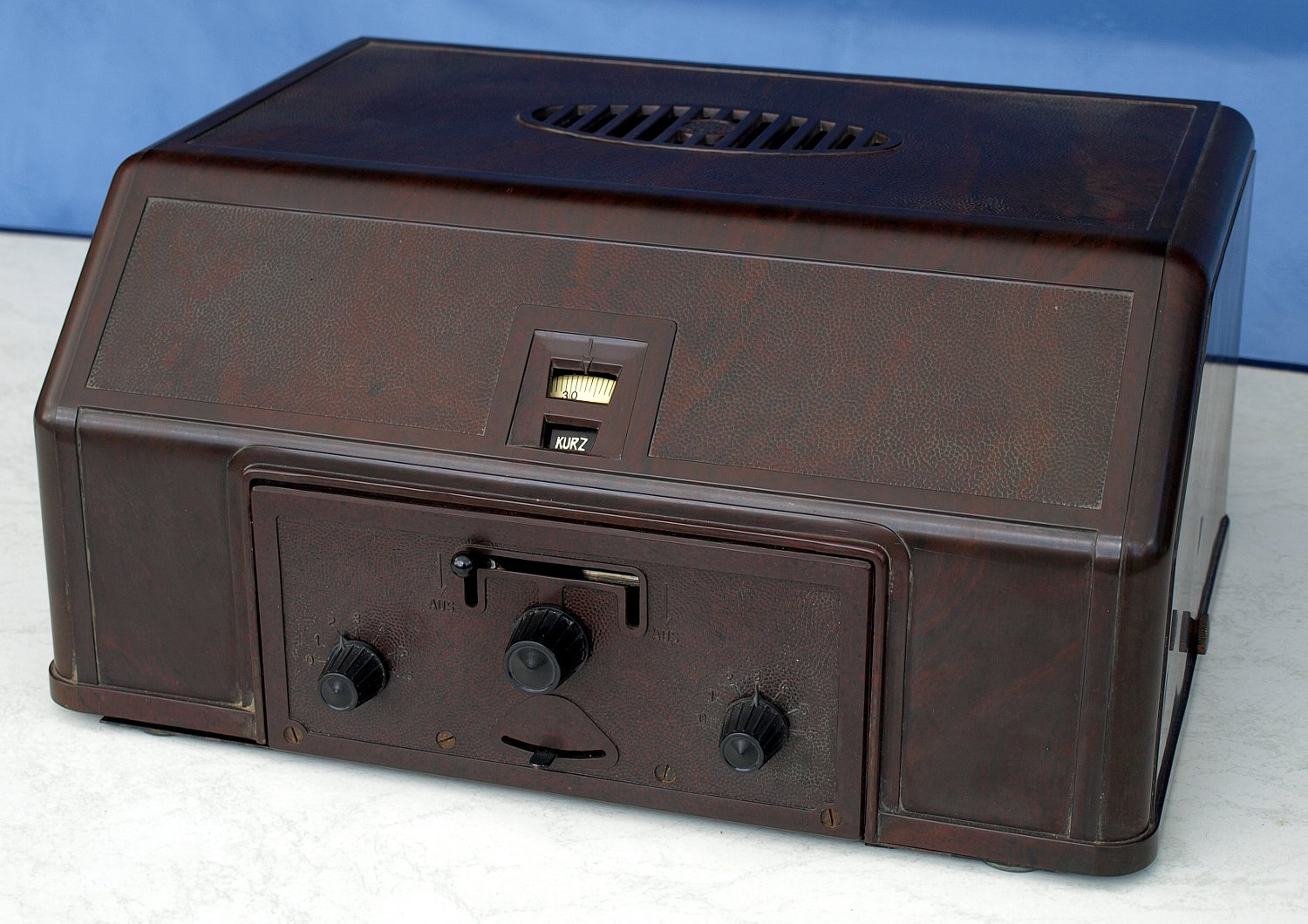
Radioricevente SABA S35W, 1930
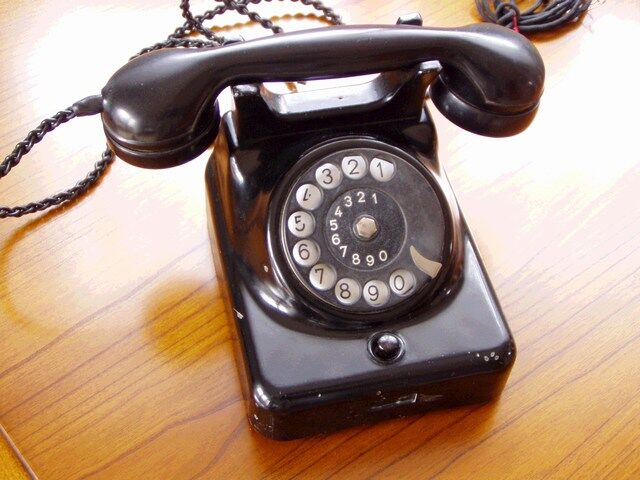
Telefono da tavolo SABA W46
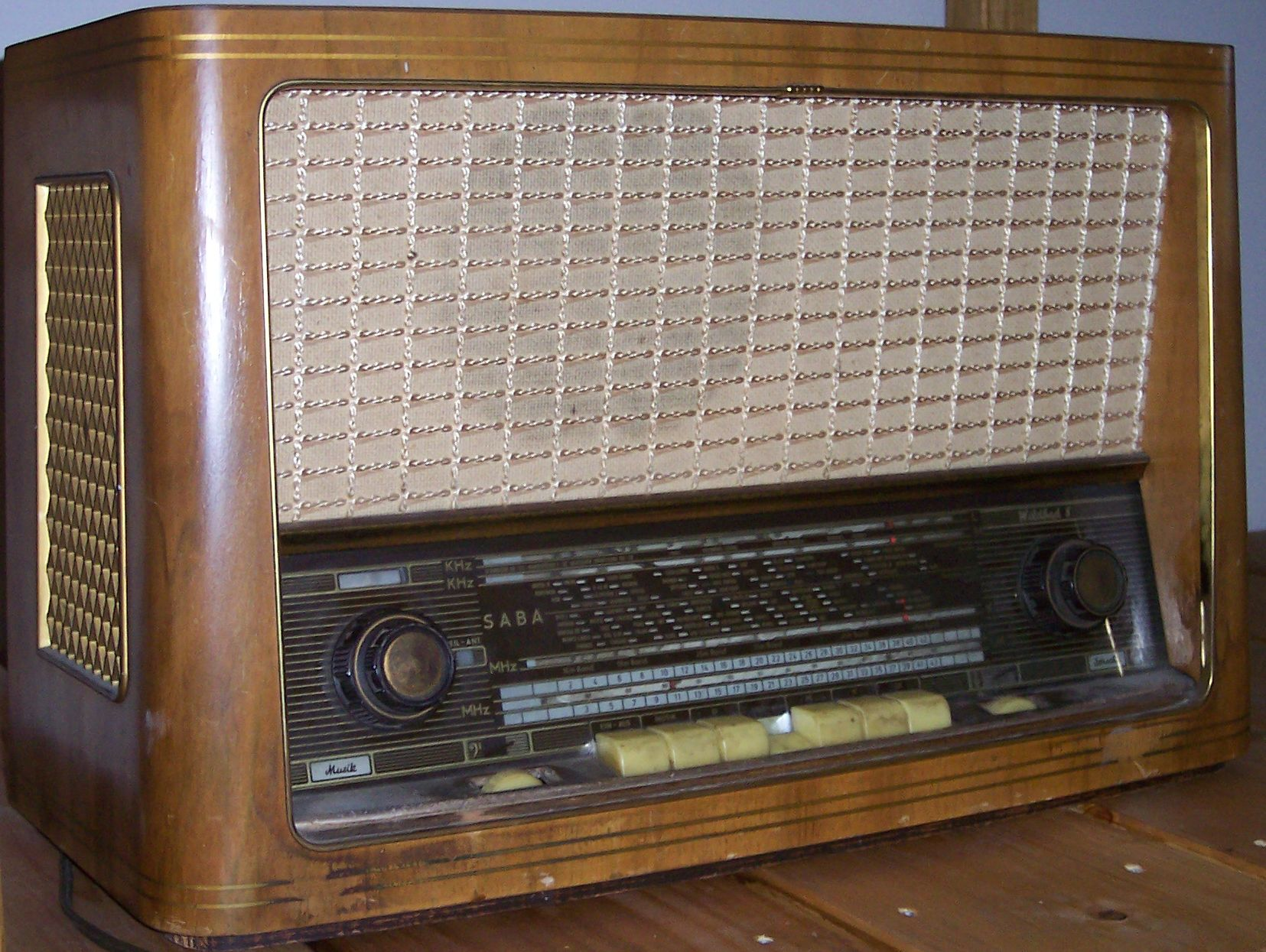
Radioricevente SABA Wildbad 8, 1957
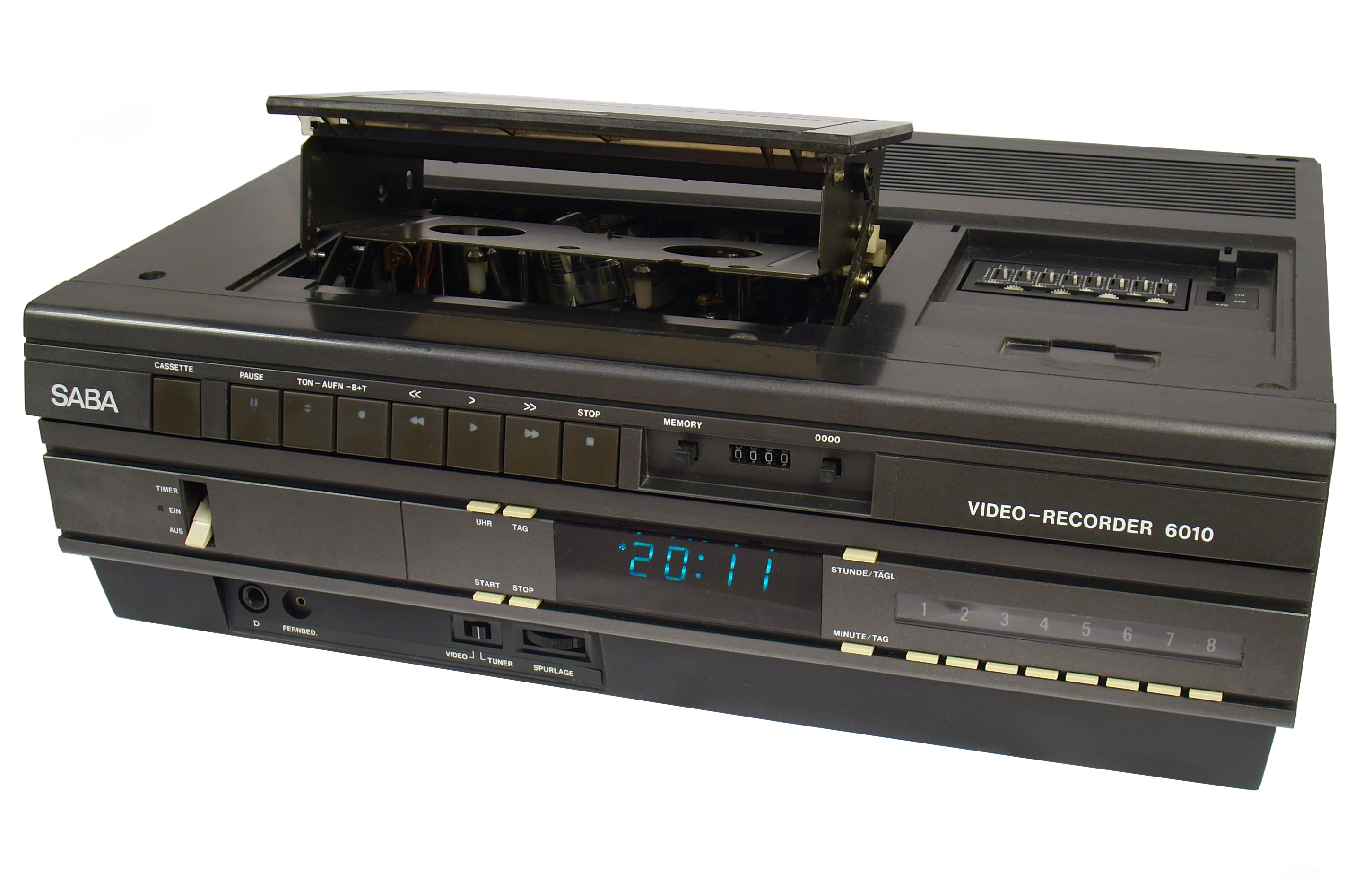
SABA-VR6010-Videorecorder, 1981 (apparecchio OEM della JVC)